# Geonosis
Geonosis is een fictieve planeet in het Star Wars-universum. De film Star Wars: Episode II: Attack of the Clones vindt voor een groot deel plaats op deze planeet.
Geonosis is een rode planeet met een tweetal ringen van planetoïden, op ongeveer een parsec afstand van de planeet Tatooine. Het is een ruige planeet van bergen en ravijnen. De planeet heeft zijn eigen intelligente ras, de Geonosians, insectachtige wezens geleid door Poggle the Lesser. Dit zijn strijdlustige wezens die onder de grond leven. Hier hebben zij zowel hun woningen als hun industrie. Ze hebben hier onder meer een fabriek waar ze Battle Droids, Super Battle Droids en droideka-robots maken voor de Separatisten.
Boven Geonosis wordt een heftig ruimtegevecht gevoerd tussen de Slave I (het schip van Jango Fett en Boba Fett) en de Delta-7 Jedi-Sterrenjager (van Obi-Wan Kenobi en de astromechdroid R4-17) in een astroidenveld.
Op deze planeet starten de Kloonoorlogen, wanneer Obi-Wan Kenobi hier terechtkomt nadat hij Jango Fett en zijn zoon Boba Fett is gevolgd vanaf de planeet Kamino. In zijn zoektocht naar de premiejager ontdekt Obi-Wan een vergadering van de Confederatie van Onafhankelijke Stelsels.
Het is hier dat de Jedi het conflict aangaat met Graaf Dooku en zijn confederatie van de Trade Federation, Commerce Guild, Techno Union, Corporate Alliance, Intergalactic Banking Clan en nog een aantal op geld en macht beluste partijen. De op deze planeet uitgevochten slag tussen de Jedi en de Clone Troopers van de Galactische Republiek aan de ene kant en de Battle Droids van Graaf Dooku aan de andere kant loopt uit op een overwinning voor de Galactische Republiek. Deze slag staat te boek als de Slag om Geonosis en is de eerste slag in de Kloonoorlogen.
Op deze planeet is de Arena of Death waar Obi-Wan Kenobi, Anakin Skywalker en Padmé Amidala van executie weten te ontsnappen.
Naast de films komt Geonosis ook voor in Star Wars-animatieseries, -computerspellen en -attracties. In de animatieserie Star Wars: The Clone Wars zijn er weer robotfabrieken op Geonosis die vernietigd worden door de Galactische Republiek. Geonosis is een locatie in een reeks Star Wars-computerspellen, waaronder Star Wars: Battlefront (deel 1 en 2), Star Wars: Empire at War en Star Wars: Republic Commando. Het is ook een locatie in Star Tours, een Star Wars-attractie in een aantal Disneyland-parken, waaronder Disneyland Parijs.